# FFH-Gebiet Wald bei Hollingstedt
Das FFH-Gebiet Wald bei Hollingstedt ist ein NATURA 2000-Schutzgebiet in Schleswig-Holstein im Kreis Dithmarschen in der Gemeinde Hollingstedt. Es liegt in der Landschaft Heide-Itzehoer-Geest (Landschafts-ID 68301), Diese ist wiederum Teil der Naturräumlichen Großregion 2. Ordnung Schleswig-Holsteinische Geest.
Es hat eine Größe von 30 Hektar und liegt einen Kilometer westlich des Ortes Hollingstedt westlich der Hauptstraße (Landesstraße 150). Seine größte Ausdehnung liegt mit 1,33 Kilometer in Nordwestrichtung. Das FFH-Gebiet befindet sich in Hanglage einer Geestkuppe, die sich als Altmoräne der Saale-Kaltzeit gebildet hat. Der Gebietsteil Norderholz fällt nach Norden, das Süderholz nach Süden ab. Die höchste Erhebung mit 15 Meter über Normalhöhennull (NHN) liegt an der Schnittstelle von Norder- und Süderholz an der Straße Rodweg. Der niedrigste Punkt liegt mit 2 Meter über NHN an der Nordspitze des FFH-Gebietes. Das Norderholz entwässert über den Salzkrugstrom in die Eider und das Süderholz über die Wallener Au in die Eider und beim Eidersperrwerk schließlich in die Nordsee.

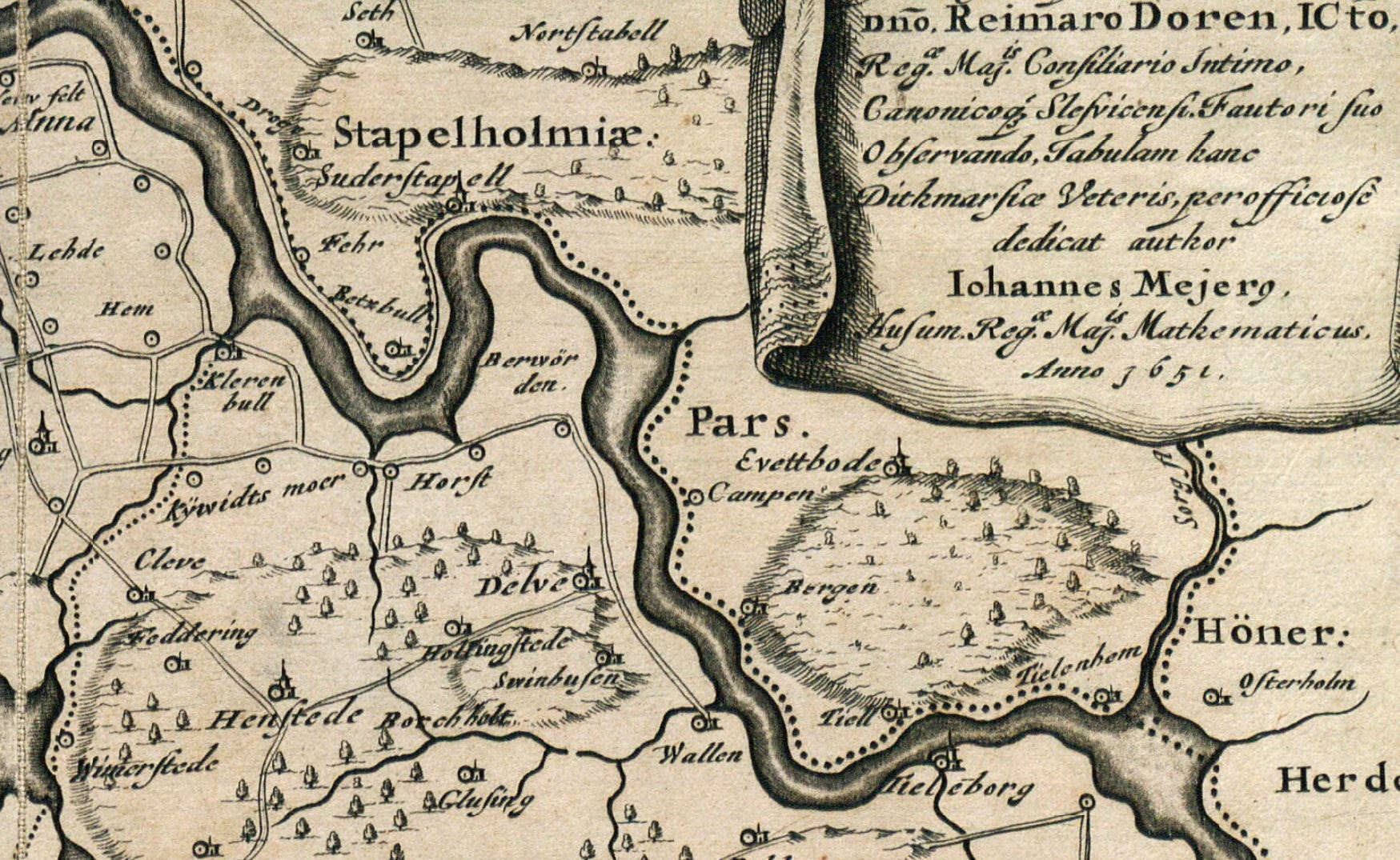
Bild 1: Wald bei Hollingstedt 1591

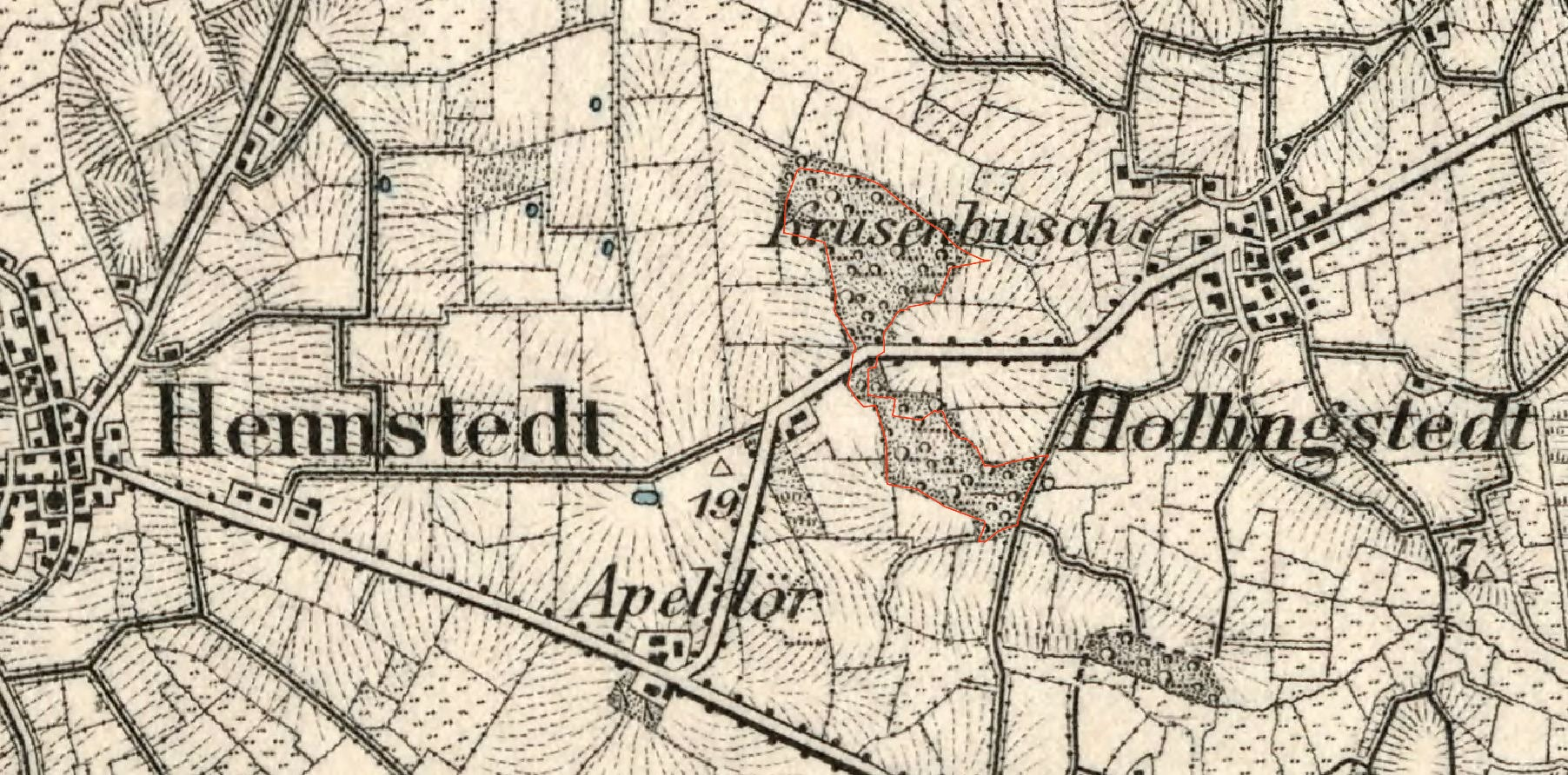
Bild 2: Wald bei Hollingstedt 1893 (heutiges FFH-Gebiet rot umrandet)

Das FFH-Gebiet ist vollständig mit Wald bedeckt, hierbei handelt es sich um einen historischen Waldstandort. Er wird auf historischen Karten auch als „Krusenbusch“ bezeichnet. Bereits in der „Landtcarte von Dithmarschen Anno 1559“ des Johannes Mejer aus Husum von 1651 sind im Gebiet westlich von Hollingstedt (Hollingstede) Waldungen verzeichnet, siehe Bild 1. Die Karte zeigt auch die beiden Gewässer Salzkrugstrom und Wallener Au sowie deren Zuflüsse, die im Waldgebiet entspringen und deren Mündungen in die Eider. Nach der Karte des Deutschen Reiches, Ausgabe 1893, ist der Wald ausschließlich mit Laubbäumen bestockt gewesen, siehe Bild 2. Das Norderholz ist ringsum von einem Forstweg und fast vollständig von einer ein- oder beidseitigen Wallhecke (Knick) umgeben. Ein Forstweg geht von dort über einen schmalen Korridor in das Süderholz, das eine ähnliche Begrenzung aufweist. Ein weiterer Weg kreuzt das Norderholz von Ost nach West. Es handelt sich um den Bahndamm der früheren Eisenbahnstrecke der Kreisbahn Norderdithmarschen, die von 1905 bis 1937 in Betrieb war. Der Damm wird als Rad- und Wanderweg genutzt.

## FFH-Gebietsgeschichte und Naturschutzumgebung
Der NATURA 2000-Standard-Datenbogen (SDB) für dieses FFH-Gebiet wurde im Mai 2004 vom Landesamt für Landwirtschaft, Umwelt und ländliche Räume (LLUR) des Landes Schleswig-Holstein erstellt, im September 2004 als Gebiet von gemeinschaftlicher Bedeutung (GGB) vorgeschlagen, im November 2007 von der EU als GGB bestätigt und im Januar 2010 national nach § 32 Absatz 2 bis 4 BNatSchG in Verbindung mit § 23 LNatSchG als besonderes Erhaltungsgebiet (BEG) bestätigt. Der SDB wurde zuletzt im Mai 2019 aktualisiert. Der Managementplan für das FFH-Gebiet wurde am 19. Dezember 2017 veröffentlicht.
Das FFH-Gebiet liegt vollständig in der Nebenverbundachse 527 des landesweiten Biotopverbundsystems. Es ist zudem deckungsgleich mit dem am 5. Mai 1988 gegründetem Landschaftsschutzgebiet (LSG) Wald bei Hollingstedt. An der Südspitze befindet sich ein Grabhügel, der nicht in der Denkmalliste des Landes Schleswig-Holstein geführt wird (Lage).
Mit der Gebietsbetreuung des FFH-Gebietes nach § 20 LNatSchG wurde durch das LLUR noch keine Institution beauftragt (Stand August 2022).

## FFH-Erhaltungsgegenstand
Laut Standard-Datenbogen vom Mai 2019 sind folgende FFH-Lebensraumtypen (LRT) und Arten als FFH-Erhaltungsgegenstände mit den entsprechenden Beurteilungen zum Erhaltungszustand der Umweltbehörde der Europäischen Union gemeldet worden (Gebräuchliche Kurzbezeichnung (BfN)):
FFH-Lebensraumtypen nach Anhang I der EU-Richtlinie:
- 9160 Sternmieren-Eichen-Hainbuchenwälder (Gesamtbeurteilung C)[14]
- 9190 Alte bodensaure Eichenwälder auf Sandebenen mit Stieleiche (Gesamtbeurteilung C)[15]
- 91E0* Erlen-Eschen- und Weichholzauenwälder (Gesamtbeurteilung C)[16]

Das FFH-Gebietes ist ausschließlich mit FFH-Lebensraumtypen der Wälder bedeckt. Der Rest ist keinem LRT zugeordnet, siehe Diagramm 2. Er besteht zum überwiegenden Teil aus nicht standorttypischen Nadelbäumen und Pappeln.
Am 6. Mai 2019 wurde eine Nachkartierung der FFH-Lebensraum- und Biotoptypen im FFH-Gebiet durchgeführt. Danach sind 94 % der Gebietsfläche mit FFH-Lebensraumtypen belegt, davon sind 1,3 % auch gesetzlich geschützte Biotope, siehe Diagramm 3.

## FFH-Erhaltungsziele
Aus den oben aufgeführten FFH-Erhaltungsgegenständen werden als FFH-Erhaltungsziele von besonderer Bedeutung die Erhaltung folgender Lebensraumtypen und Arten im FFH-Gebiet vom Ministerium für Energiewende, Landwirtschaft, Umwelt und ländliche Räume des Landes Schleswig-Holstein erklärt:
- 9160 Sternmieren-Eichen-Hainbuchenwälder
- 9190 Alte bodensaure Eichenwälder auf Sandebenen mit Stieleiche
- 91E0* Erlen-Eschen- und Weichholzauenwälder

Somit wurden alle FFH-Erhaltungsgegenstände zu FFH-Erhaltungszielen von besonderer Bedeutung erklärt.

## FFH-Analyse und Bewertung
Das Kapitel FFH-Analyse und Bewertung im Managementplan beschäftigt sich unter anderem mit den aktuellen Gegebenheiten des FFH-Gebietes und den Hindernissen bei der Erhaltung und Weiterentwicklung der FFH-Lebensraumtypen und Arten. Die Ergebnisse fließen in den FFH-Maßnahmenkatalog ein.
Im FFH-Gebiet haben alle FFH-Lebensraumflächen im SDB keine gute Gesamtbewertung zugesprochen bekommen. Dies gilt auch für den Erhaltungszustand. Der Hauptgrund liegt darin, dass keine natürliche Altersstruktur vorhanden ist. Obwohl es sich hier um einen seit dem Mittelalter bestehenden Wald handelt, fehlen Bäume, die mehr als 120 Jahre alt sind. Dies ist darin begründet, dass nach dem 2. Weltkrieg von der britischen Besatzungsmacht alle alten Bäume in diesem Forst gefällt und als Reparationszahlung außer Landes gebracht wurden.
Bis auf die Wege und den ehemaligen Bahndamm befindet sich das Gebiet seit alters her im Besitz von vielen Privateigentümern aus der unmittelbaren Umgebung. Auf Grund der gegebenen Besitzverhältnisse ist es eine große Herausforderung für die verantwortlichen Institutionen, dass sowohl das Verschlechterungsverbot für FFH-Flächen, als auch die Biotopverordnung eingehalten und durchgesetzt werden. Dennoch ist es gelungen, dass fast alle Flächen unter Vertragsnaturschutz mit freiwilligen Vereinbarungen der Eigentümer stehen (Stand August 2022). Zur Unterstützung der Maßnahmen zur Erhaltung und Weiterentwicklung des FFH-Gebietes trägt ebenfalls das Bündnis Naturschutz in Dithmarschen e.V. (BNiD) bei. Diesem gehören neben der Stiftung Naturschutz Schleswig-Holstein (SNSH), dem Deich- und Hauptsielverband Dithmarschen und dem Dithmarschen Tourismus e.V. die Gemeinden und Naturschutzverbände sowie viele Privatpersonen in Dithmarschen an.

## FFH-Maßnahmenkatalog
Der FFH-Maßnahmenkatalog im Managementplan führt neben den bereits durchgeführten Maßnahmen geplante Maßnahmen zur Erhaltung und Entwicklung der FFH-Lebensraumtypen im FFH-Gebiet an. Die Maßnahmen sind in einer Maßnahmenkarte, sowie zur Maßnahmenverfolgung in einem Maßnahmenblatt eingetragen.
Die vorgeschlagenen Maßnahmen betreffen folgende Schwerpunkte:
- Beibehaltung der bisherigen bäuerlichen Nutzung mit Einzelbaumentnahme und bodenschonendem Verbringen der Stämme aus dem Wald.
- Zur Verbesserung des Wasserhaushaltes sollte die Unterhaltung des einzigen Verbandsgewässers im Süderholz nicht verstärkt werden.
- Keine weitere Anlage von Wegen.
- Einstellung der Nutzung des Bruchwaldes aus Eschen und Erlen.
- Waldumbau zu standorttypischen Gehölzen und Eindämmung von Neophyten.
- Erhöhung des Totholzanteils und Ausweisung von Habitatbäumen

In der interaktiven Karte des Umweltportals Schleswig-Holstein ist zu sehen, dass es mit den meisten Privateigentümern zu freiwilligen Vereinbarungen zur Umsetzung des FFH-Maßnahmenkataloges gekommen ist (Stand August 2022).

## FFH-Erfolgskontrolle und Monitoring der Maßnahmen
Eine FFH-Erfolgskontrolle und Monitoring der Maßnahmen findet in Schleswig-Holstein alle sechs Jahre statt. Die Ergebnisse des letzten Monitorings wurden noch nicht veröffentlicht (Stand August 2022).